# بسامس
بسامس (به عربی: بسامس) یک منطقهٔ مسکونی در سوریه است که در ناحیه احسم واقع شده‌است. بسامس ۳٬۶۳۸ نفر جمعیت دارد.